# Hachiko – Wahre Freundschaft währt ewig
Hachiko – Wahre Freundschaft währt ewig, auch Hachi-Ko. Ein Hundeleben, (japanisch: ハチ公物語, Hepburn: Hachikō Monogatari) ist ein japanischer Dramafilm von 1987. Regie führte Seijirō Kōyama und zu der Hauptbesetzung gehörten Tatsuya Nakadai, Kaoru Yachigusa, Mako Ishino und Masumi Harukawa. Der Film gibt das Leben von Hachikō, einem treuen Akita-Hund, wieder, der neun Jahre lang weiterhin darauf wartete, dass sein inzwischen verstorbener Besitzer, Professor Hidesaburō Ueno, von der Arbeit zurückkehrte. 1987 war es der erfolgreichste Film des Landes.

## Handlung
Der Film startet an einem stürmischen Tag (10. November) des Jahres 1923, wo auf einer Farm in Odate eine Akita-Hündin ihre Welpen zur Welt bringt. Der Agraringenieur Mase entscheidet sich, für seinen ehemaligen Mentor, den Agrarprofessor Hidejiro Ueno, einen männlichen Welpen aus diesem Wurf zu holen, da dieser bei einem Gespräch erwähnte, er hätte gerne einen reinrassigen Akita. Bei einem Anruf mit Uenos Tochter Chizuko antwortet diese, dass sie sich schon auf den Hund freue. Die Mutter und Ehefrau Yaeko lehnt zuerst die Entscheidung ab, den Hund zu adoptieren, da eigentlich nach dem vorherigen Akita Gonsuke (ein Mischling) vereinbart worden ist, sich keinen weiteren anzuschaffen.
Nach einer zweitägigen Zugfahrt kommt der Welpe am Bahnhof Shibuya an. Kurzfristig wurde Chizuko von ihrem Verlobten Tsumoru zu einem Konzert eingeladen, sodass der Familiendiener Saikichi, welcher eigentlich keine Hunde mag, aufgefordert worden ist, den Hund zu holen. Das Tier liegt jedoch regungslos in der Transportkiste und Saikichi hält ihn für tot. Als Ueno dem Welpen Milch gibt, regt sich wieder Leben in ihm. In derselben Nacht erzählt Tsumoru von Chizukos Schwangerschaft und bittet um ihre Hand bei seinem zukünftigen Schwiegervater.
Der Hund wird tags darauf aufgrund seines Standes, der dem Kanji für 8 ähnelt, „Hachikō“, oder auch kurz „Hachi“, genannt. Nach der Hochzeit zieht Uenos Tochter um und er kümmert sich allein um das Tier. Mit der Zeit entwickelt sich solch eine starke Bindung zwischen Hachikō und Ueno, dass er sich mehr für den Hund als für den eigenen Enkelsohn interessiert oder eher mit Hachikō badet, als mit dem Schwiegersohn einen Abend zu verbringen. In einer stürmischen Nacht holt er den Hund sogar ins Haus und schläft mit ihm auf dem Sofa ein. Eines Tages fängt Hachikō an allein das Haus zu verlassen, sodass er sein Herrchen jeden Tag gegen 17:00 Uhr am Bahnhof abholt. Diese Angewohnheit beobachteten unter anderem zwei Bahnhofsmitarbeiter, welche dort Lebensmittel verkaufen.
Am Morgen des 21. Mai 1925 bellt Hachikō Ueno an und versucht ihn am Bahnhof daran zu hindern, wegzufahren. Am selben Tag stirbt Ueno bei einem Vortrag in der Universität an Herzversagen. Der Hund wartet diesen Tag vergeblich auf seinen Besitzer. Bei der Trauerfeier bellt Hachi die Trauergäste an. Als der im Sarg befindliche Professor zum Bahnhof gefahren wird, reißt sich Hachikō von der Kette und rennt dem Auto hinterher.
Die Witwe entlässt ihre Bediensteten und verkauft das Haus an ein Ehepaar, wobei insbesondere der Ehemann Kiku den Hund nicht mit übernehmen will. Yaekos Onkel Asakusa wird darum gebeten, sich um das Tier zu kümmern, während sie in ihre Heimatstadt Taij zurückkehrt. Hachikō findet allerdings den Weg zu seinem ehemaligen Haus und Kiku bringt ihn zurück zu Asakusa. Als Hachikō erneut zum Haus zurückläuft, willigt Kiku auf Anraten seiner Frau ein, den Hund zu behalten. Kurze Zeit später erleidet aber auch Kiku wie Ueno einen Herzinfarkt, sodass seine Frau ebenfalls umziehen muss und letzten Endes Hachi sich selbst überlässt. In alter Gewohnheit wartet er weiterhin täglich um 17:00 Uhr am Bahnhof auf Ueno. Über die Jahre kümmern sich die Straßenverkäufer ein wenig um den Vierbeiner.
Eines Tages erfährt ein Journalist von dem treuen Hachikō und veröffentlichte einen Artikel in der Zeitung Asahi Shimbun. Uenos Ehefrau wird auf den Artikel aufmerksam und fährt zum Bahnhof. Sie will den Hund mitnehmen, doch dieser reißt in einem unaufmerksamen Augenblick aus. So gibt Yaeko den Straßenverkäufern Geld, damit sie sich um das Tier kümmern. Die Beliebtheit von Hachikō ist bei den Mitarbeitern so groß, dass diese sich mit zahlenden Kunden anlegen, die sich über den Vierbeiner schlecht äußern. Der Film endet am 8. März 1935: Es schneit und Hachi verstirbt vor dem Bahnhof an der Stelle, wo er immer auf Ueno gewartet hat. Letztmalig träumt er davon, wie er in der Nähe von Kirschbäumen in die Arme seines Herrchen springt und sie miteinander kuscheln.

## Rezeption
„Nach einem authentischen Fall inszenierter Tier- und Kinderfilm, der besonders im ersten Teil sehr dicht inszeniert ist und einiges über Land und Leute zu vermitteln in der Lage ist.“

1987 galt dieser Film als der bestbesuchte und nahm währenddessen 3,4 Millionen Yen ein. 22 Jahre später gab es eine amerikanische Neuverfilmung des Filmes (Hachiko – Eine wunderbare Freundschaft). Dabei hat man sowohl leichte zeitliche als auch örtliche Veränderungen vorgenommen, wobei die Handlung in den 1990er/2000er Jahren in den USA spielt. In diesem Film hielt man sich mehr an die Originalgeschichte.